# 小行星7421
小行星7421（英語：7421 Kusaka）是一颗围绕太阳公转的小行星。1992年4月30日，串田嘉男、村松修在八之岳发现了此天体。
这颗小行星的绝对星等为61.1335956306182等。